# Hållbar utveckling

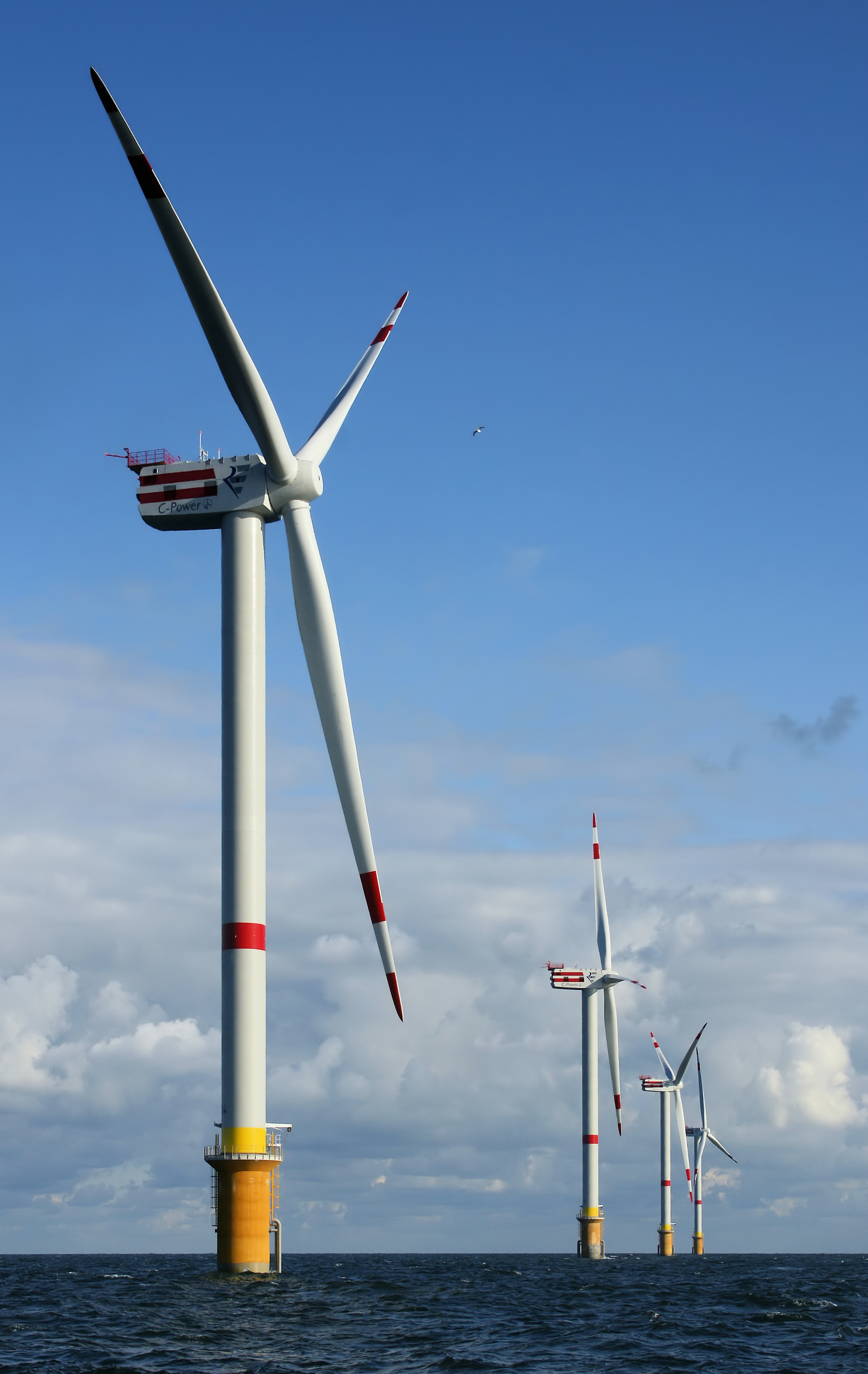
Vindkraftverk utanför Belgiens kust.

Hållbar utveckling är en utveckling som tillfredsställer dagens behov utan att äventyra kommande generationers möjligheter att tillfredsställa sina behov. En hållbar utveckling bygger på tre dimensioner: det sociala, miljön och ekonomin. Hållbar utveckling syftar till att upprätthålla de naturliga systemens förmåga att förse samhällen och människor med naturresurser och ekosystemtjänster. Begreppet hållbar utveckling började användas i större skala efter att Brundtlandrapporten släpptes 1987. Målet är att människans liv skall kunna genomlevas på en planet med begränsade resurser. Målsättningen innefattar ett idealt läge för samhället där levnadsvillkor och resursanvändning möter mänskliga behov utan att äventyra hållbarheten i ekosystem och miljön så att även framtida generationer kan få sina behov tillgodosedda.
Hållbar utveckling knyter ihop hållbarheten i ekosystemen med de sociala och ekonomiska utmaningar som mänskligheten står inför. Forskare inom många områden har belyst tillväxtens gränser och ekonomer har lagt fram alternativ till en steady state för att hantera problemen med konsekvenserna av den mänskliga utvecklingen på jorden.

## Historia
År 1970 började ”hållbarhet” användas för att beskriva en ekonomi ’’i jämvikt med grundläggande ekologiska stödsystem’’.  Begreppet ’‘hållbar utveckling’’ introducerades internationellt av  Lester Brown 1981, men fick internationell spridning i samband med FN-rapporten ’‘Vår gemensamma framtid’’ (1987), kallad Brundtlandrapporten. I rapporten myntade kommissionen vad som har blivit den mest citerade definitionen av hållbar utveckling: ’’Utveckling som tillgodoser dagens behov utan att äventyra kommande generationers möjligheter att tillgodose sina behov’’.

## Hållbarhetsmål
Vid Förenta nationernas konferens om miljö och utveckling 1992 i Rio de Janeiro antogs den internationella handlingsplanen Agenda 21 som i stor utsträckning byggde på principen om hållbar utveckling, där syftet var att arbeta tillsammans för att motverka natur- och miljöförstöring, fattigdom och bristande demokrati och för att arbeta gemensamt i ett globalt partnerskap för hållbar utveckling. Efter FN:s millenniemöte i september 2000 antogs millenniemålen, åtta konkreta mål som skulle uppfyllas till år 2015. Målen är formulerade efter principen om hållbar utveckling och handlade om att minska social utsatthet och samtidigt säkerställa en miljömässigt hållbar utveckling.
Den 25 september 2015 antogs De globala hållbarhetsmålen av FN. Syftet med målen är att fram till 2030 uppnå en socialt, miljömässigt och ekonomiskt hållbar utveckling.
Sedan 2003 finns begreppet med i Sveriges Grundlag (Regeringsformen 1 kap. 2 § "Det allmänna ska främja en hållbar utveckling som leder till en god miljö för nuvarande och kommande generationer"). Regeringen Löfvén I inrättade en Agenda 2030-delegation som jobbade med de Globala målen för hållbar utveckling. Gabriel Wikström utsågs till nationell samordnare med uppdrag att fördjupa och samordna olika nationella aktörers arbete med hållbarhetsmålen. När Wikströms förordnande löpte ut i mars 2024 valde Regeringen Kristersson att inte utse en ny nationell samordnare för att istället fokusera på mer konkreta åtgärder i Sveriges arbete med de globala målen.

## Tre dimensioner

Ett diagram som anger relationen mellan de tre hållbarhetsdimensionerna, där ekonomi innesluts i både den sociala och den ekologiska världen. Samtidigt innesluts även den sociala världen i den ekologiska.

Hållbar utveckling handlar om att långsiktigt bevara vattnens, jordens och övriga ekosystems produktionsförmåga och att minska den negativa påverkan på naturen och människors hälsa. Hållbarheten gäller tre olika dimensioner: 
- Social hållbarhet, som handlar om att sträva mot ett samhälle där grundläggande mänskliga rättigheter uppfylls.
- Miljömässig eller ekologisk hållbarhet, som handlar om att hushålla med naturresurser för människor och andra organismer, utan att skada naturliga systems möjligheter att förse samhällen och människor med naturresurser och ekosystemtjänster på lång sikt.
- Ekonomisk hållbarhet, som handlar om att motverka fattigdom, och att alla ska ha råd att tillgodose sina grundläggande behov i relation till jordklotets ändliga resurser, det vill säga en ekonomisk utveckling som inte medför negativa konsekvenser för den ekologiska eller sociala hållbarheten. Forskning om ekonomisk hållbarhet kan handla om nationalekonomisk forskning, om socioekonomisk utveckling, om hållbar produktion och konsumtion samt hur de finansiella systemen kan bidra till ett hållbart samhälle.[15]

## Teman

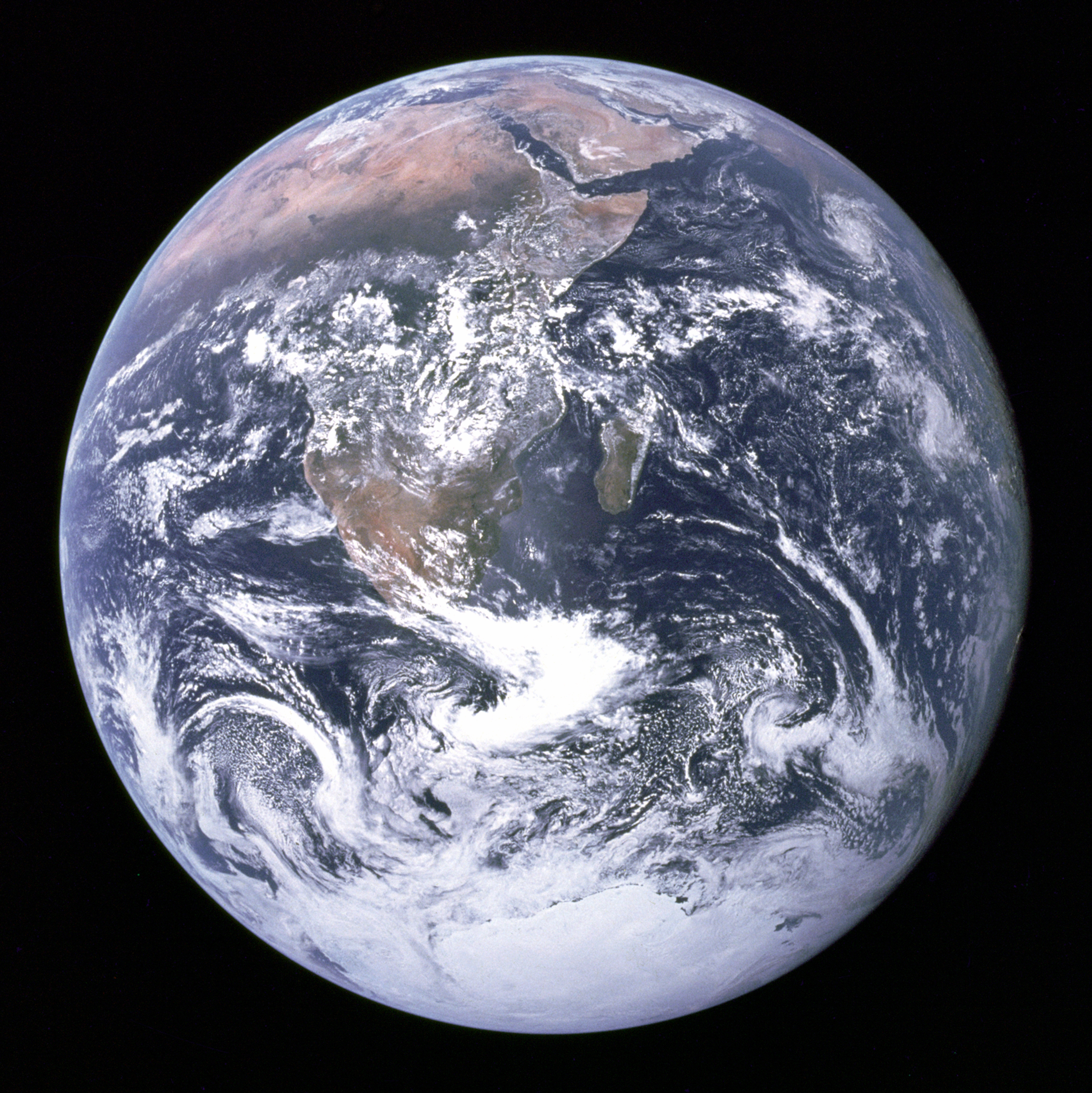
Den blå pärlan, fotograferad från Apollo 17 (1972), blev snabbt en symbol för miljövård och hållbar utveckling.

### Svag och stark hållbarhet
Definitionen av hållbarhet är föremål för diskussion. Man pratar om två sorters hållbarhet: svag och stark. Stark hållbarhet innebär att samhället inte tär på naturresurserna, medan de som förordar svag hållbarhet nöjer sig med att samhällets totala kapital inte minskar. Svag hållbarhet mäts genom att samhällets kapital delas upp på realkapital (Kr), naturkapital (Kn), human-kapital (Kh) och socialt kapital (Km). Samhällets totala kapital är K = Kr + Kn + Kh + Km och så länge K inte minskar är utvecklingen hållbar. Vid stark hållbarhet kan naturkapital och annat kapital inte räknas mot varandra på samma sätt, och begreppet ”kritiskt naturkapital” används.

### Systemteori
På senare tid har systemteori tillämpats. Detta har lett till ett antal nya begrepp som införlivats i diskussionen:
- Resiliens – Inom ekologin är resiliens ett mått på den hastighet med vilken ett ekosystem återgår till sitt föregående tillstånd efter att ha utsatts för en störning.
- Tipping point – När en förändring, en övergång till ett nytt system, inte längre går att hejda.
- Hockeyklubba – En serie exponentialkurvor som har ett visst igenkännande utseende. Befolkningstillväxten, koldioxidutsläppet, temperaturförhöjningen, utfiskningen, förlusten av biologisk mångfald, försurningen av haven.
- Planetary boundaries[17] – planetens gränser utgörs av planetens motståndskraft, förmåga till livshantering, att handskas med förändringar.
- Total och global samhällsomvandling – ett avskaffande av det kapitalistiska systemet som den enda hållbara lösningen på klimatkrisen.[18]

### Vagga till vagga
Vagga till vagga (Cradle2cradle) är ett designparadigm med principen att alla material antingen kan återvinnas eller komposteras, alltså elimineras avfall som den traditionella betydelsen.

## Tillämpning av hållbar utveckling
På flera platser i världen byggs det städer med hållbarhetsprofil. I Kina byggs till exempel staden Caofeidian, i Förenade Arabemiraten byggs Masdar, och i Kanada stadsdelen Toronto Waterfront. I Sverige byggs till exempel stadsdelarna Västra hamnen i Malmö och Norra Djurgårdsstaden.